# Hans Fallada

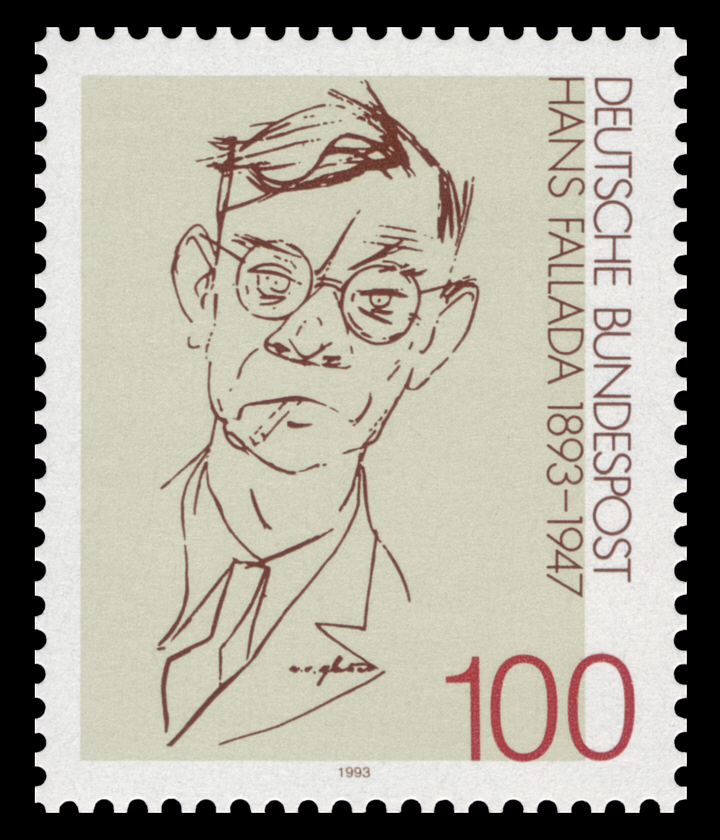
Portret na rocznicowym znaczku pocztowym z 1993

Hans Fallada, właściwie Rudolf Ditzen (ur. 21 lipca 1893 w Greifswaldzie, zm. 5 lutego 1947 w Berlinie) – niemiecki pisarz, autor powieści o tematyce społecznej.

## Życiorys
Urodził się w mieszczańskiej rodzinie jako Rudolf Ditzen. Jego ojciec, który był sędzią, przeznaczył go do zawodu prawnika. Od roku 1899 mieszkał w Berlinie, od 1909 w Lipsku. W młodości z trudem nawiązywał kontakty z rówieśnikami; po podjęciu korespondencyjnego kontaktu z dziewczyną wysłano go na naukę do gimnazjum w Rudolstadt. Tam wraz z przyjacielem Hansem Dietrichem von Neckerem zamierzał popełnić samobójstwo upozorowane na pojedynek. Przyjaciel zmarł, on przeżył i trafił do kliniki psychiatrycznej. W procesie sądowym uniewinniono go jako niepoczytalnego.
Na początku I wojny światowej zgłosił się ochotniczo do wojska, został jednak odrzucony. W latach 1917–1919 leczył się w sanatoriach z powodu alkoholizmu i morfinizmu.
Pierwsze dwie jego powieści, które ukazały się w wydawnictwie Rowohlta, nie odniosły powodzenia. Utrzymywał się z posady zarządcy dóbr i z pracy w izbie rolniczej w Szczecinie, później w Berlinie w firmie zajmującej się uprawą ziemniaków.

W 1922 roku został skarbnikiem majątku w Chościszowicach (Gut Neu Schönfeld).

Dwukrotnie (w 1923 i 1926) skazywano go na karę więzienia za oszustwa i malwersacje dokonywane dla pokrycia kosztów nałogu (narkomanii). Po odbyciu wyroku poznał w 1928 Annę Issel, z którą ożenił się 5 kwietnia 1929 w Hamburgu. Został ojcem czworga dzieci, z których dwoje zmarło w dzieciństwie.
Zamieszkał w Neumünster, gdzie pracował jako dziennikarz i pracownik spółki turystycznej.
Na początku lat trzydziestych zaczął odnosić sukcesy jako pisarz. Za radą wydawcy Ernsta Rowohlta przeprowadził się w okolice Berlina, podejmując w jego wydawnictwie pracę na pół etatu. Napisana w stylu Nowa Rzeczowość (niem. Neue Sachlichkeit) powieść Kleiner Mann – was nun? (Co dalej, szary człowieku?) odniosła sukces wydawniczy. Przybrał wtedy literacki pseudonim Hans Fallada, w nawiązaniu do bajek braci Grimm. Imię nawiązuje do baśni Hans im Glück, a nazwisko do mówiącego konia Falando z baśni Gänsemagd. Po światowym sukcesie tej powieści uniezależnił się finansowo i zamieszkał w meklemburskim majątku Carwitz 4,5 km na południe od Feldbergu.
W marcu 1933 na podstawie donosu sąsiadów do SA został na krótko uwięziony. Powieść Wer einmal aus dem Blechnapf frißt (Kto jadał z blaszanej miski) ukazała się już w czasach III Rzeszy, opowiadając o więzieniu z czasów Republiki Weimarskiej. Dla uniknięcia kłopotów z cenzurą Fallada zajął się literaturą rozrywkową. Nie został przyjęty do Izby Pisarstwa Rzeszy (Reichsschrifttumskammer).
W lipcu 1944 rozwiódł się z żoną, ale mieszkali nadal razem. W sierpniu, w trakcie kłótni z byłą żoną, posłużył się rewolwerem po czym został, jako niepoczytalny, przyjęty do zakładu psychiatrycznego, gdzie był do grudnia 1944. W trakcie tego pobytu w zakładzie napisał powieść „Pijak” (Der Trinker).
W lutym 1945 ożenił się z młodszą o 30 lat Ursulą Losch. Po wkroczeniu Armii Czerwonej został mianowany tymczasowym burmistrzem miasteczka Feldberg w Meklemburgii. Następnie, dzięki pomocy Johannesa R. Bechera przeniósł się do Berlina i podjął pracę dziennikarza. Becher umożliwił mu zamieszkanie z żoną w odizolowanej dzielnicy Majakowskiring w Berlinie-Pankow, wraz z innymi wybitnymi postaciami świata kultury. Życie w takim odizolowaniu stało się kanwą powieści „Zmora” (Der Alpdruck).
W 1946 znalazł się w berlińskim szpitalu Charité na kuracji odwykowej. Tam napisał Każdy umiera w samotności (Jeder stirbt für sich allein). W trzy miesiące po ukończeniu rękopisu zmarł na atak serca.
Ostatnią powieść opublikowano w 1947 w wersji ocenzurowanej; dopiero w 2011 ukazała się w wersji oryginalnej.

## Utwory
- Der junge Goedeschal, 1920
- Anton und Gerda, 1923
- Bauern, Bonzen und Bomben, 1931
- Kleiner Mann, was nun?, 1932 (wyd. polskie: I cóż dalej, szary człowieku?, 1934)
- Wer einmal aus dem Blechnapf frißt, 1932 (wyd. polskie Czyż nie ma powrotu?, 1958)
- Wir hatten mal ein Kind, 1934 (wyd. polskie Gdybyśmy mieli dziecko, 1937)
- Märchen vom Stadtschreiber, der aufs Land flog, 1935
- Altes Herz geht auf die Reise, 1936
- Hoppelpoppel – wo bist du?, 1936
- Wolf unter Wölfen, 1937 (wyd. polskie Wilk pośród wilków, 1938)
- Geschichten aus der Murkelei, 1938
- Der eiserne Gustav, 1938 (wyd. polskie Żelazny Gustaw, 1967)
- Süßmilch spricht, 1938
- Kleiner Mann – großer Mann, alles vertauscht, 1939
- Süßmilch spricht. Ein Abenteuer von Murr und Maxe, 1939
- Der ungeliebte Mann, 1940
- Das Abenteuer des Werner Quabs, 1941
- Damals bei uns daheim, 1942
- Heute bei uns zu Haus, 1943
- Der Trinker, 1944 (wyd. polskie: Pijak, 1957)
- Jeder stirbt für sich allein, 1947 (wyd. polskie Każdy umiera w samotności, 1950[6])
- Der Alpdruck, 1947
- Ein Mann will nach oben, 1953 (Człowiek z aspiracjami)
- Die Stunde, eh´du schlafen gehst, 1954
- Junger Herr – ganz groß, 1965
- Gesammelte Werke, 1967 (Dzieła zebrane)
- Ausgewählte Werke in Einzelausgaben, 10 Bände, ab 1962 (Dzieła wybrane w pojedynczych wydaniach, 10 tomów)

## W polskich przekładach
- Czyż nie ma powrotu (Wer einmal aus dem Blechnapf frisst), przeł. Zofia Petersowa. Wydawnictwo MON, 1958; Warszawa: M. Fruchtman, 1936
- Gdybyśmy mieli dziecko (Wir hatten mal ein Kind), przeł. Melania Wasermanówna. Warszawa: M. Fruchtman, 1937
- Każdy umiera w samotności (Jeder stirbt für sich allein), przeł. Jerzy Rawicz. Warszawa: „Książka i Wiedza”, 1950
- Każdy umiera w samotności (Jeder stirbt für sich allein), przeł. Jerzy Rawicz. Warszawa: Wyd. Min. Obrony Narodowej, 1989 ISBN 83-11-07708-8
- Każdy umiera w samotności (Jeder stirbt für sich allein), przeł. Daria Kuczyńska-Szymala. Katowice: Sonia Draga, 2011 ISBN 978-83-7508-385-9
- Pijak (Der Trinker) przeł. Bogdan Baran. Warszawa: Spółdzielnia Wydawnicza „Czytelnik”, 2012. ISBN 978-83-07-03282-5
- W moim obcym kraju – dziennik więzienny 1944[7], oprac. i przypisy Jenny Williams i Sabine Lange; przeł. Bogdan Baran. SW „Czytelnik”, Warszawa 2011[8]
- Żelazny Gustaw (Der eiserne Gustav), przeł. Emilia Bielicka i Teresa Jętkiewicz. Warszawa: Wydawnictwo Ministerstwa Obrony Narodowej, 1967
- Wilk pośród wilków (Wolf unter Wölfen), przeł. Marceli Tarnowski. Warszawa: „Plan”
- Zaułki i manowce, przeł. Marceli Tarnowski. Warszawa: „Plan”, 1938
- Wszystko inaczej!, przeł. Marceli Tarnowski. Warszawa: „Plan”, 1938
- Czarny jar, przeł. Marceli Tarnowski. Warszawa: „Plan”, 1938
- I cóż dalej, szary człowieku? (Kleiner Mann, was nun?), przeł. Melanja Wasermanówna (tj. Maria Wisłowska), Fruchtman, Warszawa 1934[9]
- I cóż dalej, szary człowieku? (Kleiner Mann, was nun?), przeł. Maria Wisłowska, Państwowy Instytut Wydawniczy, Warszawa 1960
- Co dalej, szary człowieku?  (Kleiner Mann, was nun?), przeł. Dariusz Guzik. Katowice: Sonia Draga, 2013
- Człowiek z aspiracjami (Ein Mann will nach oben), przeł. Daria Kuczyńska-Szymala. Katowice: Sonia Draga, 2015